# Leichttraktor
De Leichttraktor (VK. 31) was een Duitse experimentele tank. Het werd in het diepste geheim ontwikkeld rond 1920. Daarom werd de verhullende naam "lichte tractor" gebruikt, terwijl het eigenlijk een tank is. Er werden vier prototypen geproduceerd, maar de tank kwam nooit in productie.

## Ontwikkeling
Na de Eerste Wereldoorlog had Duitsland het Verdrag van Versailles moeten tekenen. Hierin stond onder andere dat er niets mocht worden geïnvesteerd in militaire ontwikkelingen. Toch werd er een zeer geheim programma gestart onder de naam "Traktor". Er werden verscheidene pantservoertuigen ontwikkeld, waaronder de "VK. 31". VK. staat voor "Versuchskonstruktion" (prototype). Krupp en Rheinmetall produceerden vier prototypes van de Leichttraktor. Deze leken allemaal veel op elkaar, maar er zaten wel verschillen in, zoals het aantal bemanningsleden of de motor. Het belangrijkste verschil tussen de prototypen was dat de versie van Krupp springveren had en de versie van Rheinmetall bladveren. In 1928 kreeg Rheinmetall de opdracht om 289 voertuigen te produceren. Deze order werd korte tijd later geannuleerd.

## Beschrijving
De motor was voorin en de koepel achter op de tank gemonteerd. In de koepel was plaats voor de lader en de commandant. In het gevechtscompartiment tussen de koepel en de motor zaten de radioman en de bestuurder.

## Testgebied
In 1922 hadden de Sovjet-Unie en Duitsland het Verdrag van Rapallo getekend. Hierdoor mocht Duitsland op het grondgebied van de Sovjet-Unie militaire voertuigen gaan testen. Er werd een oefenterrein ingericht, Panzertruppenschule Kama geheten. Kama was een samentrekking van de woorden Kazan en Malbrandt. Kazan was de stad waar het oefenterrein dicht bij lag en Malbrandt was de oberstleutnant die was aangewezen als hoofd van het terrein. Het terrein werd gebruikt tussen 1926 en 1933. In het verdrag was als voorwaarde gesteld dat de Reichswehr alle informatie die deze daar verzamelde moest delen met het Rode Leger.